# Edwin Linkomies
Edwin Johan Hildegard Linkomies (22 de diciembre de 1894 – 8 de septiembre de 1963) fue un político y catedrático finés. Pertenecía al partido de Coalición Nacional. Linkomies fue primer ministro de Finlandia de 1943 a 1944, y uno de los siete políticos sentenciado a cinco años y medio de prisión como presunto responsable por la guerra de continuación, en la demanda de la Unión Soviética.
Después fue rector de la Universidad de Helsinki de 1956 a 1962. También ejerció cómo canciller de la universidad, y profesor de literatura.